# 아프리카두더지쥐
아프리카두더지쥐 또는 커먼두더지쥐(Cryptomys hottentotus)는 뻐드렁니쥐과에 속하는 설치류의 일종이다. 남아프리카, 특히 남아프리카공화국의 웨스턴케이프 주에서 발견되는 굴을 파는 설치류이다. 레소토와 말라위, 모잠비크, 에스와티니, 탄자니아, 잠비아 그리고 짐바브웨에서도 발견된다. 뻐드렁니쥐아과(Bathyerginae)에 속하는 아프리카두더지쥐속의 현존하는 유일종이다.

## 계통 분류
2004년 잉그램(Ingram) 등은 분자생물학 정보에 의해 다음과 같은 계통 분류군을 제안했다.
|  | 두더지쥐속                           |
|  |                                      |
|  | 아프리카두더지쥐속(아프리카두더지쥐) |
|  |                                      |

|  | 모래언덕두더지쥐속 |
|  |                    |
|  | 케이프두더지쥐속   |
|  |                    |

|  | 두더지쥐속                           |
|  |                                      |
|  | 아프리카두더지쥐속(아프리카두더지쥐) |
|  |                                      |

|  | 모래언덕두더지쥐속 |
|  |                    |
|  | 케이프두더지쥐속   |
|  |                    |

|  | 두더지쥐속                           |
|  |                                      |
|  | 아프리카두더지쥐속(아프리카두더지쥐) |
|  |                                      |

|  | 모래언덕두더지쥐속 |
|  |                    |
|  | 케이프두더지쥐속   |
|  |                    |

|  | 두더지쥐속                           |
|  |                                      |
|  | 아프리카두더지쥐속(아프리카두더지쥐) |
|  |                                      |

|  | 모래언덕두더지쥐속 |
|  |                    |
|  | 케이프두더지쥐속   |
|  |                    |

|  | 두더지쥐속                           |
|  |                                      |
|  | 아프리카두더지쥐속(아프리카두더지쥐) |
|  |                                      |

|  | 모래언덕두더지쥐속 |
|  |                    |
|  | 케이프두더지쥐속   |
|  |                    |

|  | 두더지쥐속                           |
|  |                                      |
|  | 아프리카두더지쥐속(아프리카두더지쥐) |
|  |                                      |

|  | 모래언덕두더지쥐속 |
|  |                    |
|  | 케이프두더지쥐속   |
|  |                    |

|  | 두더지쥐속                           |
|  |                                      |
|  | 아프리카두더지쥐속(아프리카두더지쥐) |
|  |                                      |

|  | 모래언덕두더지쥐속 |
|  |                    |
|  | 케이프두더지쥐속   |
|  |                    |

|  | 두더지쥐속                           |
|  |                                      |
|  | 아프리카두더지쥐속(아프리카두더지쥐) |
|  |                                      |

|  | 모래언덕두더지쥐속 |
|  |                    |
|  | 케이프두더지쥐속   |
|  |                    |